# Saeko Okayama
Saeko Okayama (岡山 沙英子, Okayama Saeko), née le 12 avril 1982, est une athlète japonaise, spécialiste du saut en longueur.

## Biographie
Son meilleur saut est de 6,56 m réalisé à Kawasaki le 8 mai 2011. Peu après, lors des Championnats d'Asie d'athlétisme 2011, elle remporte la médaille de bronze à Kōbe en 6,51 m. Elle avait participé aux 1ers Championnats du monde jeunesse, en réalisant 5,86 m à Bydgoszcz le 17 juillet 1999.

### Palmarès
| Date | Compétition             | Lieu      | Résultat | Performance |
| ---- | ----------------------- | --------- | -------- | ----------- |
| 2009 | Jeux de l'Asie de l'Est | Hong Kong | 2e       | 6,28 m      |
| 2011 | Championnats d'Asie     | Kōbe      | 3e       | 6,51 m      |

### Records
| Épreuve          | Performance | Lieu  | Date        |
| ---------------- | ----------- | ----- | ----------- |
| Saut en longueur | 6,59 m      | Tokyo | 7 juin 2013 |